# Nothobranchius elucens
Nothobranchius elucens är en art av årstidsfisk som förekommer endemiskt i norra Uganda. Den blev vetenskapligt beskriven av den ungerska iktyologen Béla Nagy år 2021. Dess närmaste kända släkting är Nothobranchius taiti, beskriven av Nagy år 2019.